# Ялова
Ялова (тур. Yalova) — город и район в северо-западной Турции, административный центр ила Ялова. Население города — 70 858 человек, провинции — более 190 тысяч. Город расположен на берегу Мраморного моря.
В настоящее время провинция (ил) Ялова известна как современный термальный курорт Турции, благодаря муниципалитету Термал, находящемуся по соседству с городом Ялова. Термальные, минеральные источники Термал имеют температуру 55 — 60 °С, а значение рН колеблется от 6.88 — 7.48. Минеральная вода по физическим свойствам характеризуется как гипертермальная, а по химическому составу содержит значительное количество серы, натрия и кальция.

## История
Первое поселение в районе Яловы появилось ещё в доисторический период, в районе 3-го тысячелетия до н. э.; хетты властвовали здесь около 2-го тысячелетия до н. э., затем область захватили фригийцы (ок. 1200 г. до н.э.). Греки основали здесь город Пифия (греч. Πυθια). В 74 г. до н. э. Пифия вместе с вифинийским побережьем переходит под контроль Риму.
После разделения Римской империи в 395, область осталась под суверенитетом Византийской империи и город продолжал именоваться Пифия. Термальные источники Пифии часто посещались византийскими императорами. В позднем средневековье название Пифея постепенно выходит из употребления, но и последующее Ялова, скорее всего, восходит к греческому Ялос — «побережье». Временно, с 1070-х и по 1097 область Яловы оказывается под властью турок-сельджуков. В 1302 году Ялова была одной из первых территорий, захваченных у византийцев турками-османами.
В 1912 г. здесь проживало 14 894 грека, 5000 мусульман и 1000 армян.
Начиная со второй половины XIX века, в городе проживает значительное число аварских мухаджиров.

## Известные жители
- Лундемис, Менелаос (греч. Μενέλαος Λουντέμης, 1912—1977) — греческий писатель.

## Достопримечательности
Особняк Ататюрка, построенный для посещения термальных источников в Ялове Мустафой Кемалем Ататюрком. Превращён в исторический дом-музей и открыт для публики с 1981 года.

## Галерея
- Памятник в Ялове, 1999
- Водопад Су Дюшен